# 本·甘恩
本·甘恩（英語：Benjamin "Ben" Gunn）是蘇格蘭作家羅伯·路易斯·史蒂文生的冒險小說《金銀島》中的虛構人物。

## 概述
本·甘恩曾經是海盜弗林特船長的手下之一，得知了弗林特將大筆寶藏埋在「金銀島」上。多年後成為商船水手的本·甘恩再次路經這個島時，被迫獨自一人留在這個荒島上尋找寶藏。在長達三年的時間內本·甘恩靠獵捕山羊維生，並堅持著禱告。他雖變得有點瘋癲和神智不清，但最終成功掘出了弗林特秘密埋藏的大筆寶藏，且將寶藏全數都搬運到島上一個山洞內。
當伊斯班歐拉號到達該島後，少年吉姆·霍金斯意外遇見本·甘恩，希望能夠早日回家的本·甘恩和善地對待著吉姆，並將自己小艇的存放位置告訴對方。他還乘半夜偷襲了海盜位於沼澤地的營地。隨後本·甘恩在跟李甫西大夫會面時，告知他寶藏的秘密，並讓受傷的斯摩列特船長和其他人將據點轉移到自己的山洞內。
當他們得知吉姆·霍金斯被海盜抓走後，本·甘恩受命模仿已死去的弗林特聲音，試圖延遲約翰·西爾弗手下的一眾海盜尋找寶藏，但由於西爾弗認出他的聲音，讓眾海盜恢復了信心繼續上路。在海盜發現寶藏所在地空無一物時，他們憤怒地試圖殺死西爾弗和吉姆，這時本·甘恩與其他人趕到擊退了海盜，使吉姆·霍金斯獲救。
回到英國後，本·甘恩從寶藏中分得一千英鎊，但他在十九天內就將這筆鉅款花光；最後成為屈利勞尼鄉紳的看門人。

## 影視改編
本·甘恩出現在許多《金銀島》的影視改編中。

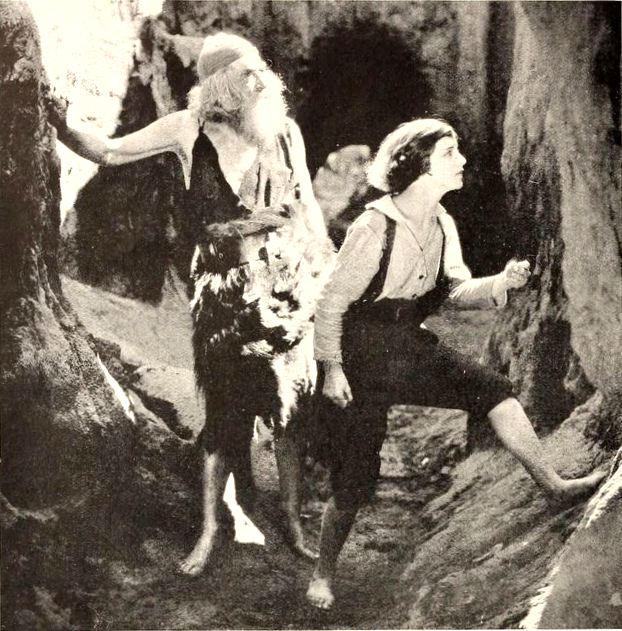
1920年的電影《金銀島》中，本·甘恩（演員未知）和吉姆·霍金斯（雪莉·梅森飾演）。

- 1934年《金銀島》電影中，Charles "Chic" Sale飾演該角。
- 1950年《金銀島》電影中，傑佛瑞·威爾金森飾演該角。
- 1972年《金銀島》電影中，讓·勒費弗爾飾演該角。
- 1978年的日本動畫電視連續劇《金銀島》中，肝付兼太為該角配音。
- 1990年的電視電影《金銀島》中，尼古拉斯·阿米爾飾演該角[2]。
- 1999年《金銀島》電影中，華特·史派羅飾演該角[3]。
- 2006年的《神鬼奇航天涯海角（英语：Pirates of Treasure Island）》電影中，Leigh Scott 飾演該角[4]。

- 2012年的電視電影《金銀島》中，由伊利亞·伍德飾演該角[5]。
- 2014至2017年《黑帆》電視劇中，由克里斯·費雪飾演該角[6]。